# Commandos d'Afrique
Le Groupe des Commandos d'Afrique, qui deviendra le 5e bataillon de choc, est issu des Corps Francs d'Afrique (26/07/1943). C'est une ancienne unité parachutiste de l’armée de terre française, créée en décembre 1942 et dissoute le 1er octobre 1945 afin de constituer le 2e bataillon du 1er régiment d'infanterie de choc aéroporté de la 24e division aéroportée.
La promotion 1994-1995 du 3e et  4e bataillon de l'Ecole spéciale militaire de Saint-Cyr regroupant des élèves-officiers d’active,élèves-officiers de réserve et polytechniciens prend le nom de « Promotion Commandos d'Afrique ». Le chant de promotion, considéré comme l'un des plus beaux chants militaire français, est depuis devenu un classique du répertoire.

## Création et différentes dénominations
- 12/12/1942 : constitution du corps franc d'Afrique,
- 26/07/1943 : constitution du groupe de commandos d’Afrique,
- 04/09/1944 : constitution du groupe de commandos de Provence,
- 05/01/1945 : le Groupe de commandos d'Afrique devient le 5e bataillon de Choc
- 18/01/1945 : fusion du Groupe de commandos d'Afrique, du Groupe de Commandos de Provence et des commandos de Paris/Bataillon Désiré dans le 3e Groupement des Bataillons de choc ou 3e Chocs, le Groupe de Commandos de Provence devient le 6e Bataillon de Choc ou 6e chocs.
- 01/10/45 : devient le 2e bataillon du 1er RICAP qui deviendra par la suite le 2e bataillon parachutiste de choc

Note: créées en juin 1943 en Algérie, les formations dites de choc, aptes à mener des actions de guérilla ou de commandos et chargées d’apporter leur aide aux organisations de résistance en France, sont regroupées début 1945 en trois groupements de bataillons de choc ou groupements de choc comportant deux bataillons chacun :
- 1er groupement de bataillons de choc commandé par le lieutenant-colonel Gambiez 
  - le 1er bataillon de choc composé du bataillon de choc (qui prend le numéro 1)
  - le 3e bataillon de choc composé des commandos de France
- 2e groupement de bataillons de choc commandé par le commandant Quinche 
  - le 2e bataillon de choc composé du bataillon Janson de Sailly (ou bataillon de Gayardon)
  - le 4e bataillon de choc composé du commando de Cluny
- 3e groupement de bataillons de choc commandé par le lieutenant-colonel Bouvet
  - le 5e bataillon de choc composé des commandos d'Afrique
  - le 6e bataillon de choc composé des commandos de Provence

## Composition
Le Groupe de commandos d'Afrique est composé d'anciens du Corps Franc d'Afrique, de volontaires des troupes d'Afrique du Nord, d'évadés de France et de tirailleurs indigènes d'Algérie et du Maroc. En août 1944, il comprend un commando de commandement, 3 commandos de choc comprenant chacun 206 hommes (5 officiers, 29 sous-officiers et 172 commandos) et un commando d'accompagnement  pour un effectif théorique de 1 061 hommes:
- commando de commandement : capitaine Aquilina
- 1er commando de choc (Européens) : capitaine Ducournau
- 2e commando de choc (Marocains) : capitaine Thorel (mort le 17 août 44) puis Métivier
- 3e commando de choc (Algériens) : capitaine Bonnard
- commando d'accompagnement: capitaine Farret

Ce qui caractérise ces commandos, écrit Patrick de Gmeline, « un désir commun, se battre, reprendre la lutte au sein de cette armée d'Afrique, la seule à leurs yeux capables de ramasser le flambeau que de moins vaillants ont laissé tomber voici déjà trois ans. Mais quel mélange ! Il y a d'abord les musulmans, Marocains et Algériens. Leurs motivations sont complexes, mais nobles; il se battent à la fois pour la France, pour son empire et pour eux-mêmes. [...] Puis viennent les pieds-noirs, nombreux, des Français évadés d'Espagne [...]; on trouve aussi des Yougoslaves, des Italiens, un Suisse [...]. Les Espagnols sont superbes comme des hidalgos [...]. Quelques Juifs et Libanais complètent la palette... »

## Seconde Guerre mondiale
Le Groupe de Commandos d’Afrique est créé à Dupleix (Algérie) le 26 juillet 1943 à partir du Corps franc d’Afrique. L'unité, aux ordres du chef de bataillon Bouvet, stationne à Noisy-les-Bains, Mercier-Lacombe et Dupleix (Algérie). En septembre, le groupe s'installe à Staoueli où il subit un entraînement intensif et est mis en route vers la Corse en décembre.
En janvier 1944, les effectifs qui cantonnent à Bastia, Saint-Florent et Ajaccio poursuivent de l’entraînement. Un élément de recrutement et d'instruction est installé à Zéralda  en Algérie.
Après l'échec d'un raid contre l’île de Pianosa dans la nuit du 18 au 19 février 1944, une nouvelle tentative des commandos finit par aboutir les 18 au 19 mars. Le 20, l'unité subit un nouveau revers lors d'une opération sur le littoral italien (vedette disparue).
Du 17 au 20 juin les commandos d’Afrique sont engagés dans les combats de la libération de l’île d’Elbe. Après un nouveau stationnement en Corse, l'unité fait mouvement le 10 juillet vers Civitta Vecchia en Italie. Du 14 juillet au 10 août elle cantonne à Agropoli dans le golfe de Salerne et subit un entraînement spécialisé en vue du débarquement de Provence.
De retour en Corse depuis le 11 août, les commandos sont acheminés par bateau sur les côtes de Provence où ils participent à l'opération « Dragoon » dans la nuit du 14 au 15 août 1944 en débarquant au Rayol-Canadel et au Cap Nègre. Se succèdent ensuite une série d'actions : le 17 libération du Lavandou au cours de laquelle le capitaine Thorel, à la tête du 2e commando, et son ordonnance marocaine, sont mortellement blessés au moment même où l'ouvrage de La Fossette tombe, le 18 prise de la batterie de Mauvannes, le 21 celle du fort du Coudon et le 24 enfin c'est l'entrée dans Toulon.
Du 16 septembre au 6 octobre, l'unité stationne à Marseille. Un second bataillon aux ordres du commandant de Courson est alors constitué avec l'apport des FFI du groupe des Commandos de Provence rassemblés dans la région d’Aix-en-Provence.
Le 10 octobre les commandos font mouvement vers le Jura et cantonnement à Salins-Authusson. Du 16 au 26 ils prennent part aux combats dans les Vosges à Grosse-Pierre, Haut de Tomteux et dans l'est de Cornimont.
Après une nouvelle période d'entraînement à Salins les Commandos de d'Afrique sont engagés du 18 au 22 novembre dans les combats pour Belfort :
- 17 au 20 : Chagey – Chalonvillars,
- 20 : prise du fort de Salbert et combats à Cravanche, Belfort, Valdoie,
- 21 : combats du carrefour du Martinet (à l’entrée d’Offemont) et d’Offemont[4],
- 22 : combats du Bois d’Arsot.

En décembre 1944 l'unité prend ses cantonnements à Giromagny.
Début 1945, l’amalgame des Commandos de Provence et des FFI parisiens du bataillon Désiré se poursuit. Le 5 janvier, le groupe de Commandos d’Afrique forme le 5e bataillon de choc aux ordres du commandant Ducournau tandis que les Commandos de Provence deviennent le 6e bataillon de choc (Commandant de Courson). L’ensemble, aux ordres du lieutenant-colonel Bouvet, constitue le 3e groupement de Choc.
Du 19 janvier au 6 février 1945, les chocs sont engagés en Alsace  dans les combats de réduction de la poche de Colmar :
- 21 janvier : attaque de Cernay,
- 25 au 6 février : libération de Guebwiller et de Buhl.

De retour à Giromagny le 14 février, un détachement s'entraîne sur le Doubs puis sur le Rhône entre le 28 février et le 16 mars, en vue du franchissement du Rhin. L'unité effectue dans la nuit du 17 au 18 mars un raid de commando dans le secteur de Kembs (va-et-vient sur le Rhin), puis à nouveau, le 8 avril, dans celui de Nambsheim et de Kembs.
Le groupe de Commandos entre en Allemagne et franchit le Rhin à Kehl et Neuf-Brisach le 23 avril 1945. Il est engagé dans un nouveau raid le 24 en face d’Istein (60 hommes), puis, le 25, les hommes combattent à Eizenbach et au col de Wieden Eck.
Les 27 et 30 avril l'unité est impliquée dans le nettoyage des régions de Belchen et du Feldberg, et le 8 mai dans celui de la région de Schushsen.
Le 6 septembre 1945, le commandant Ducournau prend le commandement du 3e groupement de choc et entame les opérations de démobilisation. Le 1er novembre, le 3e groupement de choc est dissous et devient le 2e bataillon du  1er RICAP qui deviendra à son tour le 2e bataillon parachutiste de choc
Les pertes des commandos d'Afrique durant le conflit sont évaluées à 300 tués au combat et une soixantaine de disparus. Bouvet en donne la liste à la fin de son ouvrage Ouvrier de la première heure.

## Traditions

### Devise
« Sans pitié ». Elle figure sur le fanion.

### Insigne
- fond bleu, France jaune, voile rouge chargé d'une étoile chérifienne noire liserée de jaune, croissant rouge avec lettres jaunes. Le croissant de l’islam et la voile marquée de l’étoile chrétienne forment une nef symbolisant la vocation aux opérations de débarquement.

### Fanion
Le fanion qui va servir de drapeau est en « [...] soie bleue [avec] le dessin de la France servant de fond à une nef stylisée constituée d'un croissant avec l'inscription « Commandos » et d'une voile décorée de l'étoile cherifienne. Sur l'avers, une flamme surplombe un croissant portant l'inscription « -Bizerte- », [...] ». En fin de campagne, l'avers a reçu la mention « Commandos d'Afrique Belfort ».

### Citations
« Splendide unité qui, sous l'énergique impulsion de son chef le Lieutenant-Colonel Bouvet, a pris une part éclatante à toutes les opérations qui ont conduit la 1re Armée Française victorieuse de l'Afrique du Nord au Rhin.

Issue du Corps Franc d'Afrique, après s'être distinguée en Tunisie par la prise de Bizerte, s'est méthodiquement et énergiquement préparée en Afrique du Nord à des missions spéciales de commandos. Envoyée en Corse en janvier 1944, a d'abord effectué plusieurs coups de main sur la côte italienne et sur l'île de Pianosa, puis a pris part au débarquement et à la conquête de l'île d'Elbe en juin 1944.
Le 15 aout 1944, débarquant en tête des troupes françaises sur les côtes de Provence, a conquis une tête de pont au cap Nègre puis, par des actions vigoureuses et énergiquement menées, a participé à la prise de Toulon en s'emparant par surprise de la batterie de Mauvannes intacte et du fort de Coudon, clé de la défense allemande.
Engagée dans les Vosges en novembre 1944 dans des conditions atmosphériques très dures contre un ennemi tenace, a réussi, malgré des pertes sévères, à pousser profondément dans les lignes allemandes du Haut de Tomteux.

Lors des opérations de rupture de la Trouée de Belfort en novembre 1944, a pris une part brillante à l'enlèvement du fort de Salbert qui couvrait les avancées de la Place. Enfin en avril 1945, chargée de la garde du Rhin à Neuf-Brisach, pendant que la 1re Armée Française franchissait le fleuve au Nord et remontait le long de la rive droite, a effectué et réussi, pour aller à sa rencontre, une traversée de vive force du fleuve, dernière et glorieuse étape d'une marche victorieuse au cours de laquelle 400 hommes du groupe de commandos sont tombés pour la France. »
— Citation à l'ordre de l'Armée attribuée aux Commandos d'Afrique, Décision n° 886 du 28 juin 1945, Charles de Gaulle

### Chants
« Commandos d'Afrique » : Ce chant est celui de la promotion Commandos d'Afrique de 1994 du IIIe et IVe Bataillon de l’École Spéciale Militaire de Saint-Cyr. Il ne fut jamais chanté par le groupe des Commandos d'Afrique dissout en 1945.

## Chefs de corps
- 26 juillet 1943 : commandant Bouvet, commandant en second Ruyssen
- 15 janvier 1945 : chef de bataillon Ducournau
- 6 septembre 1945 : chef de bataillon Farret

## Faits d'armes faisant particulièrement honneur au bataillon
Ces noms figurent sur le fanion. Les Commandos ont ouvert la route au débarquement de Provence avec :
- l'ilôt de Pianosa (18 février 1944 et 18-19 mars 1944),
- l'île d'Elbe (17-19 juin 1944),
- le Canadel (14-15 août 1944),
- les batteries de Mauvannes (18 août 1944),
- le fort du Coudon (21 août 1944),
- les Vosges : Cornimont (septembre 1944), Hauts-de-Brûleux (16 au 26 octobre 1944), Belfort (novembre 1944), Cernay (Alsace : 16 janvier-6 février 1945),
- le Rhin (17-18 mars 1945) et le Danube (Bade-Wurtemberg),
- la Forêt Noire.

Le groupe reçoit, en avril 1945, à Giromagny, le drapeau du 310e régiment d'infanterie exhumé le 15/07/1941 et rapporté en zone libre par Bouvet.

## Personnalités ayant servi au sein du bataillon
- Jean Lartéguy, écrivain et journaliste français rejoint les commandos d'Afrique après les combats de Provence. De son vrai nom Jean Osty, il compose son pseudonyme avec les lettres de son nom et celles de son ami Louis Laguilharre qui sert également aux commandos[8].

## Monuments et plaques commémoratives

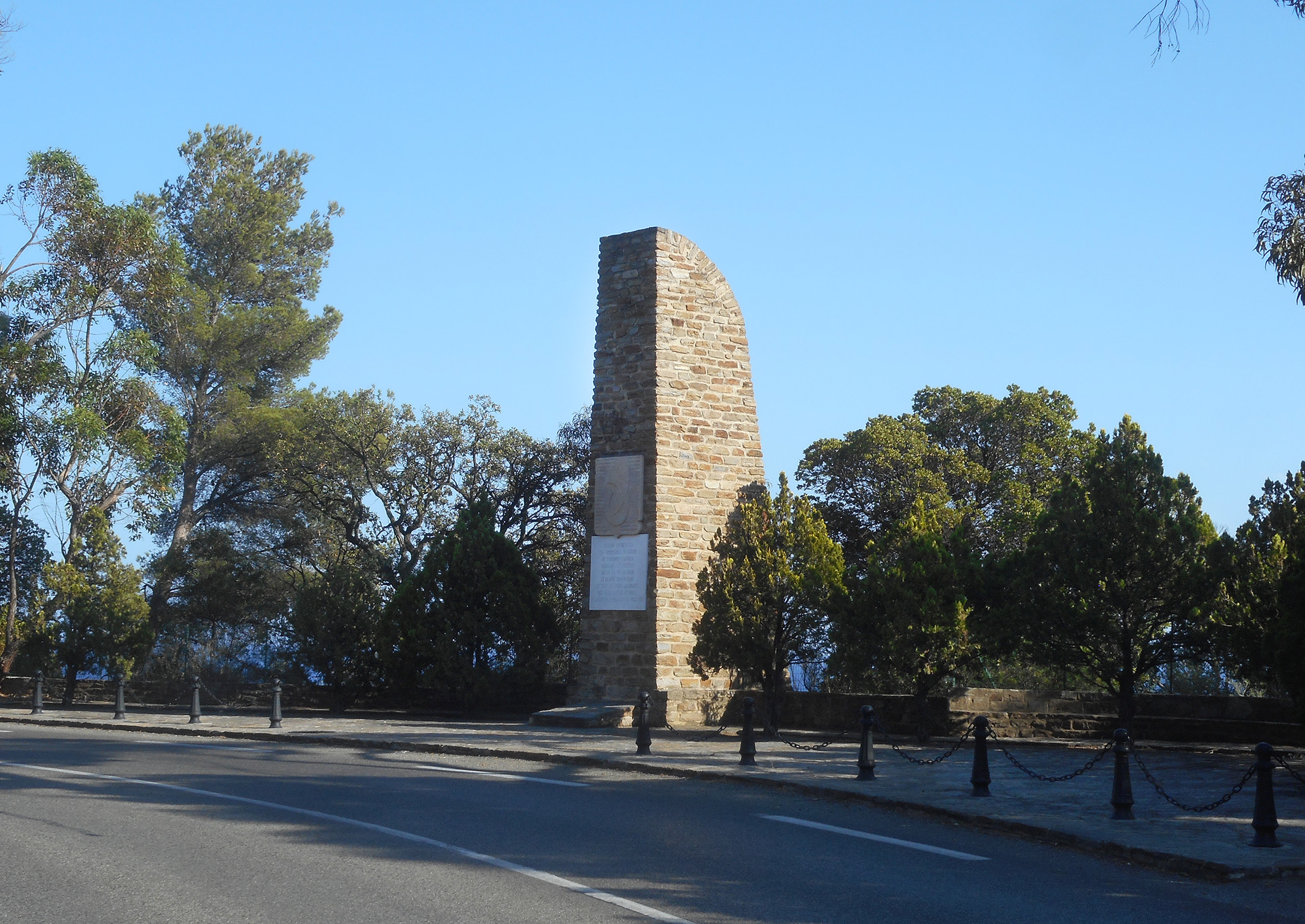
Stèle en mémoire des Commandos d'Afrique, à Pramousquier (partie Rayol-Canadel).

Le Rayol-Canadel-sur-Mer (août 1944)
Il existe au Rayol-Canadel deux stèles (à Pramousquier, le long de la RD559, et au-dessus de la plage du Canadel) et une plaque sur la plage du Canadel.
- La stèle de la RD559, à Pramousquier, inaugurée le 15 août 1945[9], mentionne : « Passant, souviens-toi des volontaires du groupe de Commandos d'Afrique débarqués les premiers sur le sol de la patrie le 14 août 1944 à minuit et dont les corps jalonnent sur cette côte de Provence le chemin de la libération du territoire. »
- La stèle au-dessus de la plage du Canadel, inaugurée le 15 août 1949[10], a pour citation : « C'est à ce point précis désormais historique que dans la nuit du 14 au 15 août 1944 débarqua la première vague des commandos d'Afrique, avant-garde des troupes alliées.»
- La plaque de la plage du Canadel indique : « 14-15 août 1944. C'est sur cette plage que débarquèrent les premiers éléments du groupe de Commandos d'Afrique. »

Les premiers commandos d'Afrique tombés au débarquement de Provence reposent à la nécropole nationale du Rayol-Canadel-sur-Mer, comme le rappelle une plaque de marbre à l'entrée : « Dans cette nécropole reposent les corps des premiers combattants français venus d'Afrique et tombés sur le sol de Provence pour la libération de la France - 1944. »
Hyères (août 1944)
« Ici le 18 août 1944 sont tombés cinq sous-officiers et volontaires du groupe des Commandos d'Afrique.
Sergent Moiselet Pierre, Caporal Boisdron Jacques, Caporal Kennoudi Ahmad, 1re classe Ruisi Nonce, 2e classe Degrelle Pierre. »
— Texte de la stèle de Mauvanne (rond-point des commandos d'Afrique)
Le Lavandou (août 1944)

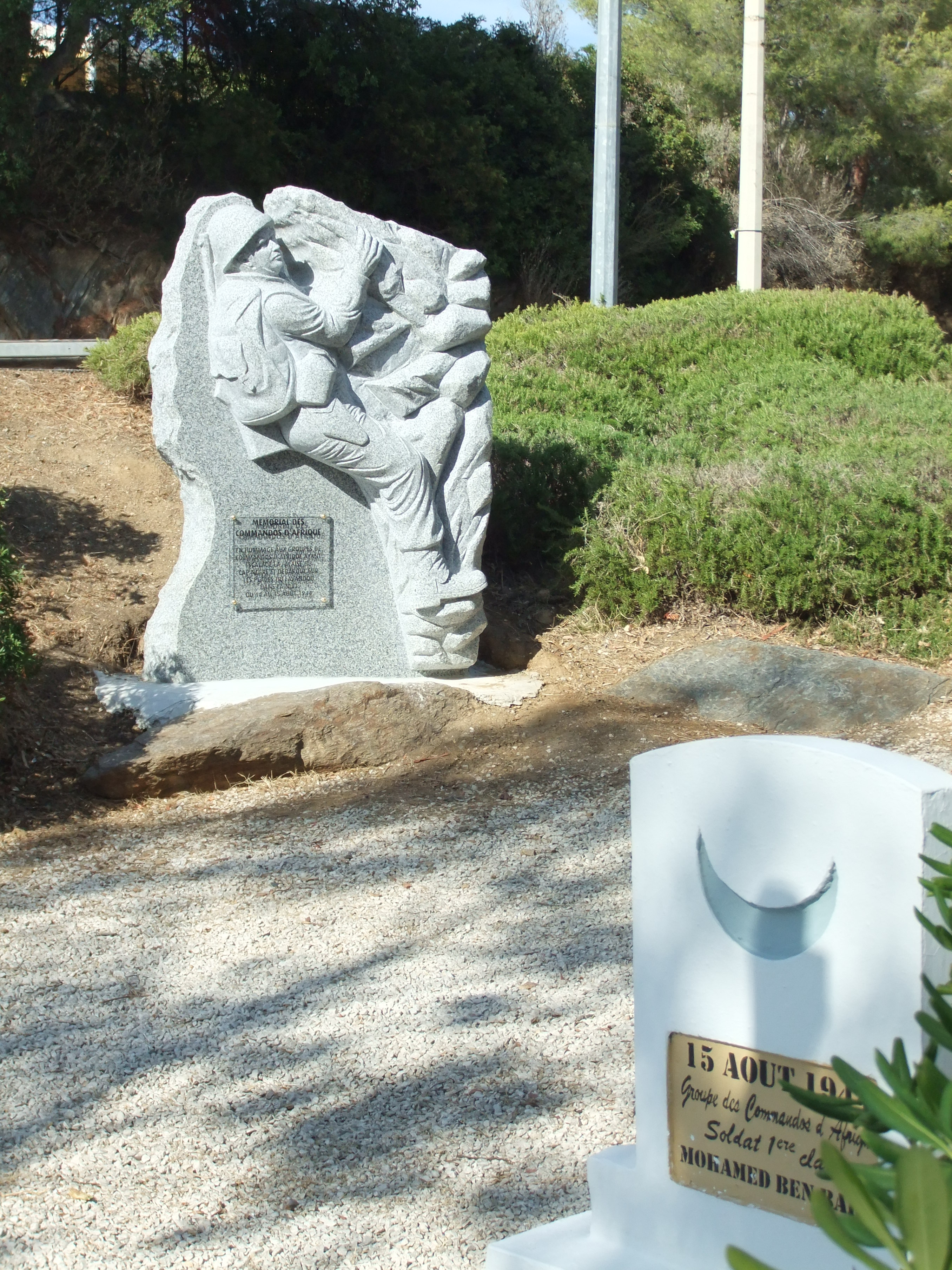
Mémorial en bord de route, pointe de la Fossette.

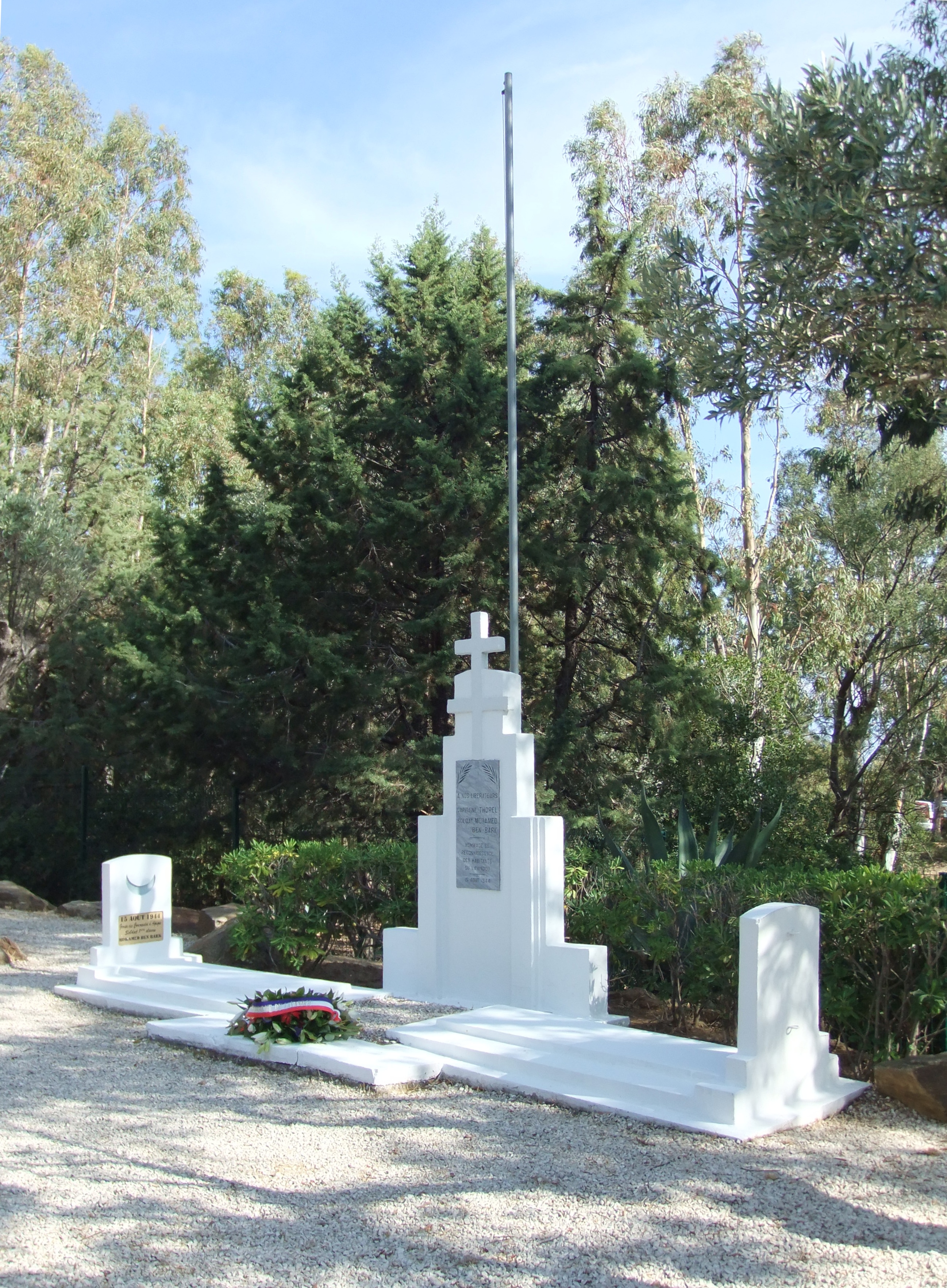
Stèle dédiée au capitaine Thorel et au soldat Ben-Bark.

Un mémorial se trouve sur la pointe de la Fossette ; il est constitué d'une stèle dédiée aux deux commandos décédés lors de l'assaut, et d'une statue avec l'épitaphe suivante.
« Mémorial des commandos d'Afrique - En hommage aux groupes des commandos d'Afrique ayant escaladé la falaise du Cap Nègre et débarqués sur les plages du Lavandou dans la nuit du 14 au 15 aout 1944. »
Une autre plaque existe en bord de mer.
« 14-15 août 1944 - Minuit - Ici a débarqué - la section de - reconnaissance - du sous-lieutenant - Jeannerot - du Premier Commando d'Afrique. »
— Texte de la plaque au Lavandou, face bord de mer
Cornimont (octobre 1944)
«  Infiltrés de nuit dans les lignes ennemies par les Baranges, les Commandos d'Afrique ont combattu au corps à corps du 16 au 25 octobre 1944 dans la forêt de Cornimont (La Grosse Pierre, le Brûleux, le Haut de Tomteux). Pendant ces 10 jours 92 d'entre eux ont été tués, 347 blessés. Cornimont n'oublie pas. »
— Texte de la plaque commémorative aux Commandos d'Afrique de Cornimont (1944)
Cravanche (novembre 1944)
« En hommage aux Commandos d'Afrique Combattants de la 1re Armée Française qui libérèrent Cravanche le 20 novembre 1944. »
— Texte du Monument commémoratif en hommage aux Commandos d'Afrique de Cravanche (novembre 1944)
Offemont (novembre 1944)
« Passant souviens-toi Ici du 20 au 23 novembre 1944 sont tombés 40 Officiers, Sous-Officiers et volontaires du Groupe de Commandos d'Afrique et de Provence. »
— Texte de la stèle commémorative du groupe de Commandos d'Afrique et de Provence d'Offemont (novembre 1944)
Belfort (novembre 1944)
«  Ceci est l’insigne des COMMANDOS D’AFRIQUE, unité spéciale créée en 1943, en Algérie, par le commandant Georges BOUVET : le croissant de l’islam et la voile marquée de l’étoile chrétienne forment une nef symbolisant la vocation aux opérations de débarquement.

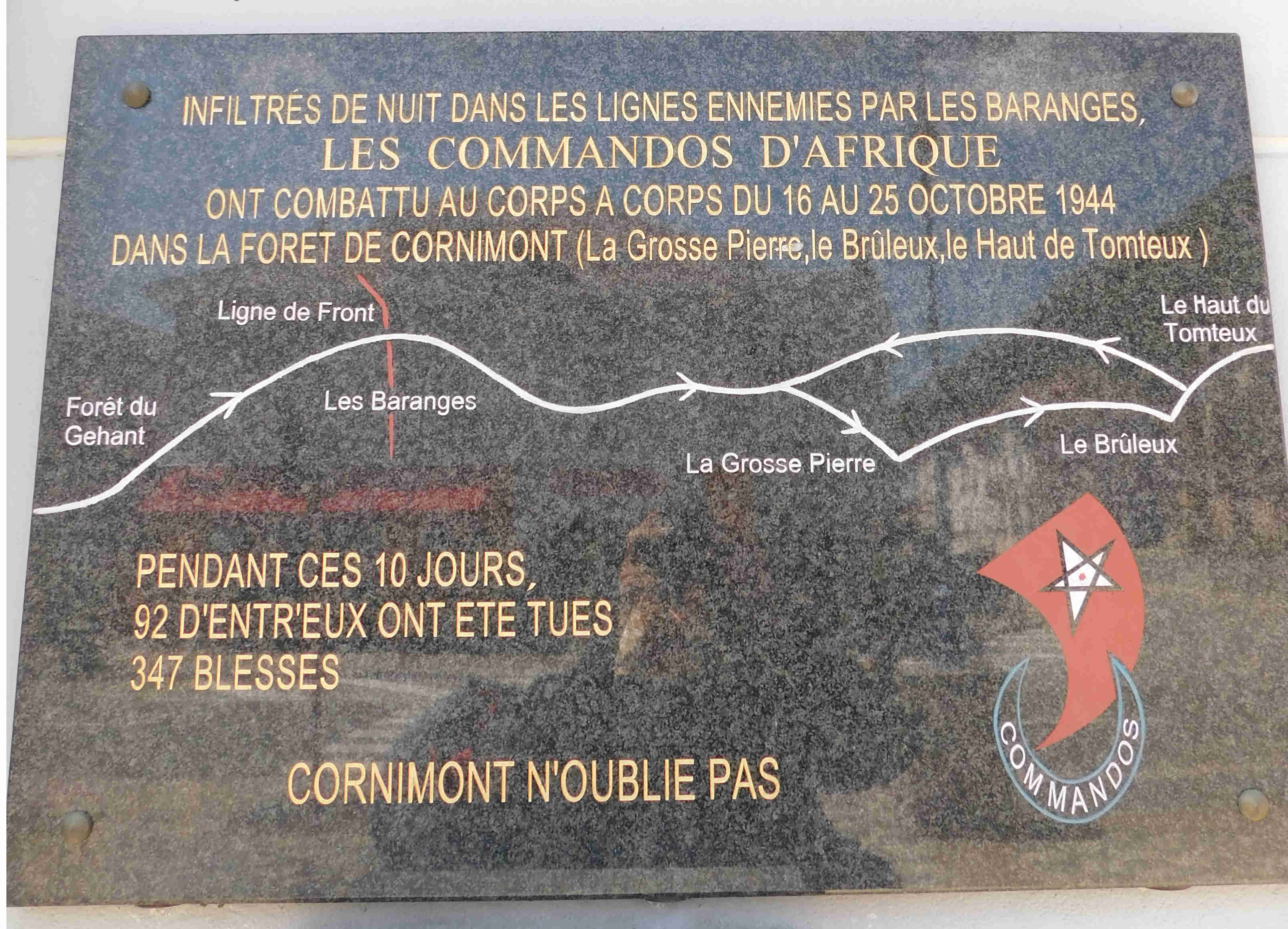
Plaque à Cornimont.

Après l’île d’Elbe, cette unité a été la première à débarquer dans la nuit du 14 au 15 août au Cap Nègre et au Rayol-Canadel (Var).
Avec le renfort du BATAILLON de PROVENCE, elle a été engagée en octobre dans les Vosges.
Dans la nuit du 19 au 20 novembre 1944, franchissant le canal de Montbéliard à la Haute-Saône, à l’écluse de Châlonvillars, elle s’infiltrait dans le dispositif ennemi pour s’emparer du Fort de Salbert avant le lever du jour.
Quarante Commandos d’Afrique, dont six officiers, sont morts en combattant pour la libération de Belfort, entre les 20 et 22 novembre.
Toujours sous les ordres de BOUVET, avec des chefs prestigieux tels que DUCOURNEAU et RUYSSEN, le Groupe des Commandos d’Afrique a continué le combat en Alsace et en Allemagne jusqu’à la capitulation allemande.
Ici, le 20 novembre 1944 à 8 heures, l’aspirant Jean DELVIGNE est entré le premier dans Belfort avec sa section descendue du Salbert.
Il était suivi du sergent Robert MAZET qui sera tué à ses côtés, le surlendemain au Martinet d’Offemont.
Tandis que DELVIGNE poursuivait son raid dans Belfort en traversant les vastes installations de l’ALSTHOM, guidé par l’ingénieur Richard de LA HARPE, son capitaine, Paul METIVIER, commandant le 2e Commando d’Afrique, était rejoint à Cravanche par une autre de ses sections, celle de l’aspirant Jacques RASCOUAILLES qui prit position sur la ligne de chemin de fer où elle subit une violente attaque appuyée par des tirs de canons automoteurs.
Deux de ses hommes, deux Marocains, le caporal BOUCHAÏB ben ABDELSELEM et le volontaire LAHOUCINE ben BOUJEMAA, furent en cette matinée du 20 novembre, les deux premiers soldats tués dans les murs de Belfort pour la libération de la ville.
Les deux sections du commando METIVIER résistèrent à l’assaut ennemi jusqu’à l’arrivée vers 15 heures 30 des chars du 6e Régiment de Chasseurs d’Afrique, qui depuis le matin, étaient restés bloqués à trois kilomètres de là, faute de moyens de franchissement du canal de Montbéliard à la Haute-Saône et du fossé anti-char qui le doublait.
Ils étaient précédés par la section de l’aspirant Raymond MUELLE du 1er Bataillon de Choc.
Jacques RASCOUAILLES sera tué deux mois plus tard, le 21 janvier 1945, dans les combats de la forêt de NONNENBRUCK devant CERNAY. »
— Texte de la plaque commémoratives aux Commandos d'Afrique de Belfort (1944)
Cernay (janvier 1945)
En janvier 1945 (19 au 6 février), les Commandos d'Afrique mènent de durs combats devant Cernay/Thann/Aspach, face à des troupes allemandes parfaitement équipés pour le froid et la neige (Gebirgsjäger) appuyés par des blindés Jagdpanzer contre lesquels les Sherman sont en infériorité. Cibles noires sur la neige blanche, le 1er commando est massacré. Malgré l'appui des artilleurs français, il restera sur le terrain 189 tués et disparus, 192 blessés : le sacrifice est lourd. Mais, l'Allemand n'est pas passé.

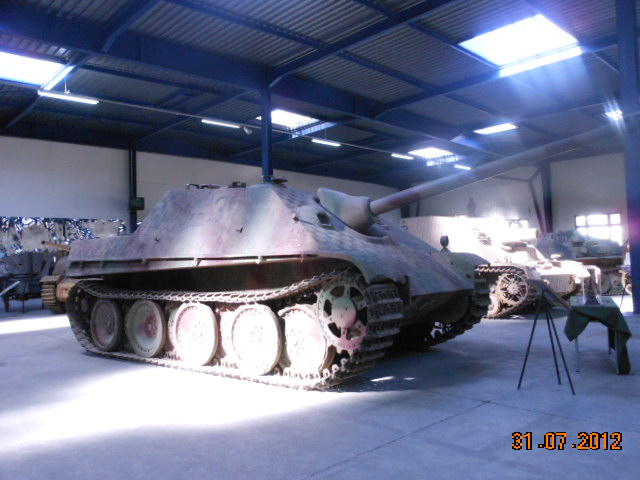
Char Jagdpanther, musée des blindés de Saumur (France), section blindés allemands.

## Sources